# Strada Statale 26 della Valle d’Aosta
Die Strada Statale 26 (SS26), auf Französisch Route nationale 26 (RN26) genannt, ist eine italienische Staatsstraße, deren Bezeichnung 1928 für den Verlauf zwischen Chivasso und dem Pass Kleiner Sankt Bernhard festgelegt wurde, von wo sie mit der Route nationale 90 (seit 2006 D 1090) nach Grenoble fortgesetzt wird. Sie geht zurück auf die 1923 festgelegte Strada nazionale 37 gleichen Verlaufes. Wegen ihrer Führung durch das Aostatal trägt sie den Titel „des Aostatals“. Ihre Länge beträgt 156 Kilometer. 1959 erhielt sie einen in Pré-Saint-Didier  beginnenden Seitenast mit der Nummer SS26dir (dir = diramazione). Südlich von Ivrea wurde die SS26 auf eine östliche Umgehungsstraße verlegt.

## Streckenabschnitt SS 26dir: Pré-Saint-Didier - Mont-Blanc-Tunnel
Die Strada Statale 26dir (frz. route nationale 26 dir de la Vallée d'Aoste, kurz RN 26 dir) ist ein 10,474 km langer Seitenast der SS 26. Er führt von Pré-Saint-Didier bis kurz vor das Tunnelportal des Mont-Blanc-Tunnels, wo er in die Französische Route nationale 205 (1959–1973 N 506A) übergeht.